# Lago Scanzano
Il lago Scanzano è un lago artificiale sito in provincia di Palermo, Sicilia.
Il lago rientra territorialmente al comune di Piana degli Albanesi e, solo in parte, a Monreale. Si trova nei pressi di Marineo e Mezzojuso ed è visibile dal bosco di Ficuzza. Il piccolo lago è formato dal torrente Scanzano, affluente dell'Eleuterio, che, sbarrato nel 1962, alimenta l'invaso artificiale.

## Storia
Il lago Scanzano è formato dal torrente Scanzano, affluente dell'Eleuterio, che sbarrato nel 1962, alimenta questo invaso artificiale poco a valle della località del bosco di Ficuzza.

## Geografia
Il lago Scanzano si trova nei pressi di Ficuzza, nella valle sottostante al bosco, territorialmente nel comune di Piana degli Albanesi e, in una piccola porzione, anche nel comune di Monreale. Immissario ed emissario il torrente Scanzano, affluente del fiume Eleuterio, con i suoi 3,7 km² di superficie, è visibile dal bosco di Ficuzza. Costeggiato dalla SS 18 Corleone, tra Marineo e Gograno, ha una lunghezza di 4 chilometri.
Il lago si trova in una delle aree più piovose della provincia di Palermo interno, con una media di circa 800 mm di accumulo in 365 giorni. Il clima è caldo e torrido in estate anche se nel pomeriggio si assiste, a volte, ad un energica attività termoconvettiva. Pur trovandosi a circa 500 mslm, l’area d’inverno riesce ad essere interessate da svariate nevicate, a volte anche con neve abbondante per l'irruzione di freddo più intenso. Durante le notti serene e con vento debole o assente, la zona è soggetta ad un'importante inversione termica. 
A lato del lago si trova il Centro spaziale di Scanzano gestito da Telespazio, che gestisce collegamenti satellitari nel settore delle telecomunicazioni.

## Flora
La flora è costituita da pini, margherite, ortiche, rose e tulipani  rossi che circondano la riva del lago.

## Fauna
La fauna è costituita da donnole mentre in acqua si trovano carpe ad altri pesci di lago.